# Белишево
Белишево је насеље у Србији у општини Владичин Хан у Пчињском округу. Према попису из 2022.године било је 29 становника (према попису из 2011. било је 55 становника, према попису из 2002. било је 136 становника, a према попису из 1991. 249 становника). Белишево је брдско-планинско село разуђеног махалског типа. Кроз село протичу Обличка (Јовачка) и Мала река, а богато је и изворима, извориштима, бунарима и кладенцима.
Црква Св. Ђорђа у Белишеву саграђена је 1927. године на остацима старије богомоље и освештана је 1930. године. Црква је једнобродна грађевина правоугаоног плана, са једном полукружном олтарском апсидом. Зидана је од притесаног камена. На источној фасади стоји камена плоча са уклесаним натписом: *Храм Светог великомученика Георгија освећен од Његовог преосвештенства епископа нишког г-дина Доситеја 15/28. септембра 1930". Одмах уз цркву, са њене јужне стране, налази се звоник дрвене конструкције, подигнуте на високом каменом постољу. На постољу је камена плоча са уклесаним натписом: "За вечити спомен умрлим села бораца Белишева који падоше у борби за ослобођење 1912-1918. Благодарни Белишева парох Видосав Стојановић 15. септ. 1930". Црква има иконостас са 31 иконом, које је насликао Трајко Ј. Муфтински из Куманова. Поред цркве се налази сеоско гробље и капела.
Сеоска слава Белишева је Духовски понедељак, односно други дан славе Св. Тројице - Духови. Сеоски сабор (Собор) био је на дан Горешњака 26. јула (Сабор светог архангела Гаврила).
Основна школа у Белишеву отворена је 1902. године, а данашња зграда Основне школе "Бора Станковић" саграђена је 1978. године, у којој се налазе и просторије месне канцеларије. Од 1975. године школа је припојена ОШ „Вук Караџић” у Стублу.
У згради школе у Белишеву у недељу на дан Духова организује се традиционална манифестација „Духовски дани Белишева” када се окупљају мештани и потомци некадашњих мештана Белишева уз културно-забавни програм. Поред овога, током летњег периода у згради школе у Белишеву се организују и традиционални летњи кампови "Црвеног крста" и извиђача.

## Демографија
У насељу Белишево живи 55 пунолетних становника, а просечна старост становништва износи 63,8 година. У насељу има 29 домаћинстава, а просечан број чланова по домаћинству је 1,89.
Ово насеље је великим делом насељено Србима (према попису из 2011. године), а у последња четири пописа, примећен је пад у броју становника.
|  |

| Демографија | Демографија | Демографија |
| Година      | Становника  | Становника  |
| ----------- | ----------- | ----------- |
| 1948.       | 777         |             |
| 1953.       | 814         |             |
| 1961.       | 729         |             |
| 1971.       | 534         |             |
| 1981.       | 406         |             |
| 1991.       | 249         | 242         |
| 2002.       | 136         | 141         |
| 2011.       | 55          |             |
| 2022.       | 29          |             |

| Етнички састав према попису из 2011.‍ | Етнички састав према попису из 2011.‍ | Етнички састав према попису из 2011.‍ | Етнички састав према попису из 2011.‍ | Етнички састав према попису из 2011.‍ |
| ------------------------------------ | ------------------------------------ | ------------------------------------ | ------------------------------------ | ------------------------------------ |
|                                      |                                      |                                      |                                      |                                      |
| Срби                                 | Срби                                 |                                      | 55                                   | 100%                                 |

| Година пописа     | 1948. | 1953. | 1961. | 1971. | 1981. | 1991. | 2002. |
| ----------------- | ----- | ----- | ----- | ----- | ----- | ----- | ----- |
| Број домаћинстава | 132   | 138   | 146   | 140   | 122   | 100   | 69    |

| Број чланова      | 1  | 2  | 3 | 4 | 5 | 6 | 7 | 8 | 9 | 10 и више | Просек |
| ----------------- | -- | -- | - | - | - | - | - | - | - | --------- | ------ |
| Број домаћинстава | 22 | 40 | 4 | 0 | 1 | 0 | 1 | 0 | 0 | 1         | 1,97   |

| Пол    | Укупно | Неожењен/Неудата | Ожењен/Удата | Удовац/Удовица | Разведен/Разведена | Непознато |
| ------ | ------ | ---------------- | ------------ | -------------- | ------------------ | --------- |
| Мушки  | 65     | 9                | 49           | 7              | 0                  | 0         |
| Женски | 68     | 3                | 49           | 15             | 1                  | 0         |
| УКУПНО | 133    | 12               | 98           | 22             | 1                  | 0         |

| Пол    | Укупно                    | Пољопривреда, лов и шумарство | Рибарство                            | Вађење руде и камена | Прерађивачка индустрија       |
| ------ | ------------------------- | ----------------------------- | ------------------------------------ | -------------------- | ----------------------------- |
| Мушки  | 37                        | 28                            | 0                                    | 0                    | 4                             |
| Женски | 21                        | 19                            | 0                                    | 0                    | 0                             |
| УКУПНО | 58                        | 47                            | 0                                    | 0                    | 4                             |
| Пол    | Производња и снабдевање   | Грађевинарство                | Трговина                             | Хотели и ресторани   | Саобраћај, складиштење и везе |
| Мушки  | 1                         | 2                             | 1                                    | 0                    | 1                             |
| Женски | 0                         | 0                             | 0                                    | 0                    | 0                             |
| УКУПНО | 1                         | 2                             | 1                                    | 0                    | 1                             |
| Пол    | Финансијско посредовање   | Некретнине                    | Државна управа и одбрана             | Образовање           | Здравствени и социјални рад   |
| Мушки  | 0                         | 0                             | 0                                    | 0                    | 0                             |
| Женски | 0                         | 0                             | 0                                    | 1                    | 0                             |
| УКУПНО | 0                         | 0                             | 0                                    | 1                    | 0                             |
| Пол    | Остале услужне активности | Приватна домаћинства          | Екстериторијалне организације и тела | Непознато            | Непознато                     |
| Мушки  | 0                         | 0                             | 0                                    | 0                    | 0                             |
| Женски | 0                         | 0                             | 0                                    | 1                    | 1                             |
| УКУПНО | 0                         | 0                             | 0                                    | 1                    | 1                             |

## Историја

### Средњи век, ропство под Турцима и порекло данашњег становништва
Белишево је веома старо насеље које је у средњем веку било у саставу средњовековне српске жупе Иногоште. По професору др Момчилу Златановићу назив насеља највероватније потиче од присвојног придева личног имена Белиш. Топоним "Градиште" у Белишеву означава место неког ранијег, античког насеља, док топоним "Селиште" означавa местo где се налазило средњовековно село Белишево.
Након пада Иногошта под власт Османског царства у пролеће 1455. године и Белишево улази у састав Османског царства и то нахије Иногоште у оквиру Врањског кадилука Ђустендилског санџака. Први писани помен Белишева је из 1487. године и то катастарског пописа војнука за подручје Иногошта. По њему Белишево је дало један гендер војнука џебелија са Проданом (сином Добривоја) као старешином-џебелијом и Радосавом (братом Продана), Николом (сином Марка), Бранком (сином Радише) и Вукашином (сином Стојка) као помоћницима - јамацима. У попису се наводи и баштина (имање војнука) и то број њива, ливада, винограда, вртова, гувна и воденица. Према османском попису из 1519. године Белишево је имало 25 кућа, према попису из 1528. године 14 кућа, а према попису из 1570. године 20 кућа.
Становници Белишева учествовали су у бунама и устанцима против турских освајача од којих су највећи устанак иногоштанских Срба (Власински устанак) 1572. године и устанак 1689-1690. године, након којих су увек следила поновна освајања турских освајача и одмазде над локалним становништвом. Услед убистава и уништења током буна, устанака и одмазди и сеоба условљених наведеним догађајима живот у Белишеву се угасио.
Око 1735. године 6 или 7 досељеничких породица из данашњег села Клајић у општини Лебане насељава Белишево и ове породице представљају претке већини данашњих родова и махала у Белишеву. Топоним "Село" означава место где су се налазиле прве куће данашњег села, које су се деведесет година након насељавања раселиле по атару села и формирале данашње махале.
Непосредно пре ослобођења од Турака према попису из 1861. године Белишево је имало 58 кућа са 172 становника.

### Кнежевина/Краљевина Србија, Балкански ратови и Први светски рат
Након Берлинског конгреса 1878. године Белишево улази у састав Кнежевине Србије, а од 1882. године и Краљевине Србије. У самосталној Србији Белишево је имало статус општине у оквиру Пољаничког среза Врањског округа. Општина Белишево је 1884. године обухватала села Бачвиште, Белановце, Белишево, Јагњило, Јовац, Кацапун, Костомлатицу, Равну Реку, Солачку Сену и Срнећи До и према првом попису у Краљевини Србији 1884. године општина Белишево имала је 450 домова и 3427 становника. Према попису из 1884. године само Белишево имало је 104 домова и 659 становника.
Општина Белишево је 1910. године обухватала села Бачвиште, Белановце, Белишево, Јовац, Кацапун и Равну Реку и по последњем попису у Краљевини Србији 1910. године општина Белишево имала је 3663 становника. Такође, по овом попису општина Белишево имала је 401 коња, 1767 говеда, 1 мазгу, 688 свиња, 5354 оваца, 2302 коза, 4551 пернате живине и 319 кошница. По попису из 1910 године само Белишево имало је 126 кућа и 825 становника.
Становници Белишева учествовали су у Првом и Другом балканском рату 1912 - 1913. године, као и у Првом светском рату 1914 - 1918. године. До сада познати солунски ратници и носиоци "Албанске споменице" из Белишева су Петроније Стевановић, Аврам Савић, Јован и Стојан Димитријевић и Риста Јовановић.

### Краљевина СХС/Југославија и Други светски рат
После завршетка Првог светског рата Белишево улази у састав новостворене Краљевине Срба, Хрвата и Словенаца у којој опет има статус општине у оквиру Пољаничког среза Врањског округа. По попису из 1921. године општина Белишево имала је 3268 становника. Почев од 1929. године, а након промене назива и територијалне организације државе, Белишево се налази у саставу Краљевине Југославије у којој такође има статус општине у оквиру Пољаничког среза Вардарске бановине. По попису из 1931. године општина Белишево имала је 550 кућа и 3532 становника.
Мештани Белишева су учествовали у Другом светском рату, пружали активан отпор бугарском окупатору и за то платили високу цену. Најтежи злочин догодио се 07. фебруара 1943. године у оквиру тзв. "фебруарских стрељања" када је једна чета 52. пешадијског пука бугарске војске (командир капетан Гранчев) , 15 полицајаца и група контрачетника из Прешева предвођених Костадином Балканским, агентом бугарске државне сигурности скопске области и још једним агентом из Скопља стрељала петнаест мештана Белишева, припадника Равногорског (четничког) покрета, у атару села Бачвишта, у Видинској долини, код Ветрушког камена. Овом стрељању присуствовали су и Панча Воденичарев, главни кмет (председник) и Иван Лебедев, бирник (секретар) окупационе белишевске општине, као и Нина Пелов Маринов, бугарски шумар у Белишеву, који је управо најзаслужнији за ово и друга стрељања у околним селима будући да је највише допринео да полиција открије четничку организацију и спискове војних јединица распоређених у десетине, водове и чете. Стрељани су Илић Александар (49), Илић Станко (41), Илић Никола (24), Илић Живорад (28), Величковић Владимир (31), Милосављевић Љубомир (20), Милосављевић Милан (45), Милошевић Божидар (19), Недељковић Стојан (35), Митровић Василије (33), Антанасијевић Милорад (39), Михајловић Тихомир (31), Ђелић Василије (41), Ђорђевић Душан и Илић Милоје (19). Овим родољубима никада није подигнуто спомен-обележје на месту страдања из идеолошких разлога. Након стрељања бугарске власти су најпре забраниле породицама да извуку тела из стрме и изузетно неприступачне долине, да би затим када су ови то са великом муком учинили наредили да сви надгробни споменици буду на бугарском језику. Поред овога, многи становници Белишева су за време Другог светског рата били у интернацији у Бугарској у радним логорима где су били принуђени да раде тешке физичке послове до ослобођења.